# Áed mac Boanta
Áed mac Boanta (... – 839), si pensa sia stato un Re di Dál Riata.

## Biografia
Il solo riferimento che si fa ad Áed è negli Annali di Ulster, dove viene registrato che "Eóganán mac Óengusa, Bran mac Óengusa, Áed mac Boanta, e altri quasi innumerevoli" perirono nella battaglia combattuta accanto agli uomini di Fortriu contro i Vichinghi nell'839. 
Il Duan Albanach elenca un "Áed An" che governò per quattro anni su Dál Riata, mentre il Sincronismo di Flann Mainistrech lo posizionò fra Caustantín mac Fergusa e Eóganán mac Óengusa, nipote di Caustantín.  È incerto se Caustantín ed Eóganán avessero governato su Dál Riata, ma di Áed si pensò che l'avesse fatto. 
Áed può essere stato preceduto come re da Domnall mac Caustantín.  Non si conoscono re che, dopo di lui, abbiano ereditata la corona, prima che la regione cadde sotto il dominio dei Gaelici Norreni, come la dinastia Uí Ímair nell'ultima parte del IX secolo.